# Naturschutzgebiet Hallenberger Wald

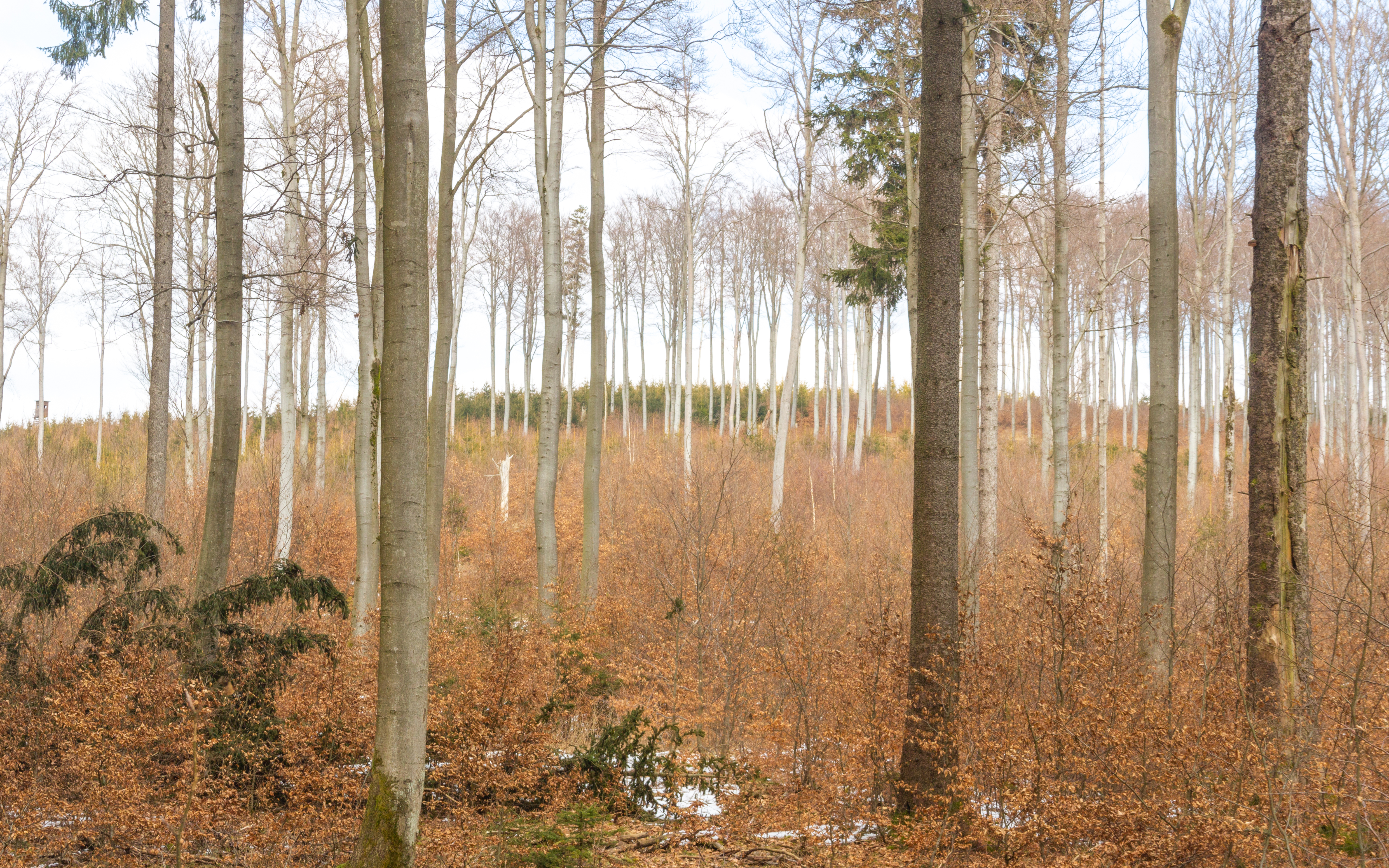
Hallenberger Wald am Ende des Winters

Das Naturschutzgebiet Hallenberger Wald mit einer Größe von 875,5 ha liegt im Stadtgebiet von Hallenberg (Nordrhein-Westfalen). Es wurde am 15. September 2004 mit dem Landschaftsplan Hallenberg durch den Hochsauerlandkreis als Naturschutzgebiet (NSG) ausgewiesen. Das NSG-Gebiet ist seit 2000 Teil des 2249 ha großen FFH-Gebietes Hallenberger Wald (DE 4817-301). 

## Geographische Lage
Das Waldgebiet gehört zum Naturraum Ziegenhelle. Das NSG liegt im Naturpark Sauerland-Rothaargebirge, früher im Naturpark Rothaargebirge, westlich der Hallenberger Kernstadt und südlich des Winterberger Stadtteils Züschen. Es besteht aus fünf Teilflächen mit sehr unterschiedlichen Flächengrößen und ist Teil des FFH-Gebiets Hallenberger Wald (DE 4817-301), zu dem Flächen zwischen drei dieser Teilflächen gehören. Das NSG liegt auf 407,4 m (Nuhnebrücke der B 236 nordnordwestlich der Hallenberger Kernstadt) bis 807,5 m ü. NHN (gipfelnaher Nordhang der Ziegenhelle) südlich bis südwestlich der Bundesstraße 236; östlich davon befindet sich das Europäische Vogelschutzgebiet Medebacher Bucht. Umgeben ist es, sofern es nicht an der westlichen Stadtgrenze zu Winterberg liegt, vom Landschaftsschutzgebiet Hallenberger Waldlandschaft.
Dies sind die fünf NSG-Teilflächen (etwa in West-Ost-Richtung betrachtet):
- Kleinstfläche: Laubholzbestand am Osterkopf (⊙), gipfelnahe Nordflanke des Osterkopfs
- Kleinfläche: Laubholzbestand westlich der Ziegenhelle (⊙), zwischen der Ziegenhelle und ihrem Ausläufer Urkopf
- Großfläche: südlich der Wallershöhe (⊙), Süd- bis Osthang der Wallershöhe
- Zweitgrößte Fläche: südlich des Hundsrücken (⊙), u. a. am Hundsrücken, Heidekopf und Pöhlskopf sowie im Weifetal
- Größte Fläche: nördlich des Hundsrücken (⊙), u. a. am/an Hundsrücken, Ziegenhelle, Wallershöhe, Bächekopf und Langenberg sowie im Nuhnetal

## Gebietsbeschreibung
Das NSG umfasst große Rotbuchenwaldgebiete. Dazu kommen Bereiche mit Schluchtwald, Erlen-Eschen-Wäldern und Weichholzauenwäldern. Ferner gibt es kleinere Bereiche mit Grünland und die Flussaue der Nuhne. Im NSG kommen Arten wie Grauspecht, Schwarzspecht, Schwarzstorch, Rotmilan, Raufußkauz und Sperlingskauz vor.

## Pflanzenarten im NSG
Auswahl vom Landesamt für Natur, Umwelt und Verbraucherschutz Nordrhein-Westfalen dokumentierter Pflanzen- und Moosarten im Gebiet: Acker-Minze, Acker-Witwenblume, Alpen-Hexenkraut, Alpen-Johannisbeere, Bach-Nelkenwurz, Bach-Spatenmoos, Bachbunge, Berg-Platterbse, Bergfarn, Besenheide, Bitteres Schaumkraut, Blauer Eisenhut, Blutwurz, Borsten-Zwergmoos, Borstgras, Braunstieliger Streifenfarn, Breitblättriges Knabenkraut, Breites Wassersackmoos, Brennender Hahnenfuß, Buchenfarn, Bärlauch, Dreizahn, Echte Nelkenwurz, Echter Baldrian, Echter Wolfsfuß, Echter Wurmfarn, Echtes Apfelmoos, Echtes Labkraut, Echtes Mädesüß, Echtes Springkraut, Eichenfarn, Dach-Drehzahnmoos, Frauenfarn, Fuchssches Greiskraut, Gamander-Ehrenpreis, Gedrehtfrüchtiges Glockenhutmoos, Geflecktes Johanniskraut, Geflecktes Knabenkraut, Gegenblättriges Milzkraut, Gekräuseltes Spiralzahnmoos, Gemeiner Hohlzahn, Gewöhnliche Pestwurz, Gewöhnlicher Dornfarn, Gewöhnlicher Gilbweiderich, Gewöhnlicher Tüpfelfarn, Gras-Sternmiere, Großer Wiesenknopf, Großes Bandmoos, Hain-Gilbweiderich, Hain-Sternmiere, Hallers Apfelmoos, Harzer Labkraut, Heidelbeere, Herbstzeitlose, Hohlblättriges Lappenmoos, Hunds-Veilchen, Kahnblättriges Torfmoos, Kamm-Spaltzahnmoos, Kleine Bibernelle, Kleiner Baldrian, Kleiner Klappertopf, Kleines Habichtskraut, Kohldistel, Kriechender Günsel, Kriechender Hahnenfuß, Kuckucks-Lichtnelke, Magerwiesen-Margerite, Maiglöckchen, Moschus-Malve, Quell-Sternmiere, Quirlblättrige Weißwurz, Rauhhaariger Kälberkropf, Rippenfarn, Roter Fingerhut, Rundblättrige Glockenblume, Salbei-Gamander, Savoyer Habichtskraut, Scharfer Hahnenfuß, Schlangen-Knöterich, Schmalblättriges Weidenröschen, Schmalblättriges Wollgras, Schwarze Königskerze, Seidenmoos, Spitzlappiger Frauenmantel, Sudeten-Spitzmoos, Sumpf-Labkraut, Sumpf-Pippau, Sumpf-Storchschnabel, Sumpf-Veilchen, Sumpf-Vergissmeinnicht, Sumpf-Weidenröschen, Tamarisken-Wassersackmoos, Tannen-Bärlapp, Verstecktfrüchtiges Spalthütchen, Vogel-Wicke, Wald-Ehrenpreis, Wald-Engelwurz, Wald-Labkraut, Wald-Schachtelhalm, Wald-Storchschnabel, Wald-Ziest, Waldmeister, Wasserdost, Wechselblättriges Milzkraut, Weiches Kamm-Moos, Weiße Schwalbenwurz, Weißes Labkraut, Wiesen-Bärenklau, Wiesen-Flockenblume, Wiesen-Kerbel, Wiesen-Platterbse, Wiesen-Wachtelweizen, Wildes Silberblatt, Wirbeldost, Zaun-Wicke, Zottiges Weidenröschen, Zwiebel-Zahnwurz, Zypressenschlafmoos.

## Schutzzweck
Das NSG wurde zum Schutz des Hallenberger Waldes ausgewiesen. Ferner zur Erhaltung und Entwicklung von Lebensgemeinschaften und Lebensstätten wildlebender, teils gefährdeter Arten, von Tier- und Pflanzenarten beizutragen. Wie bei allen Naturschutzgebieten in Deutschland wurde in der Schutzausweisung darauf hingewiesen, dass das Gebiet „wegen der Seltenheit, besonderen Eigenart und Schönheit des Gebietes“ zum Naturschutzgebiet wurde. Laut der NSG-Ausweisung wurde das Gebiet auch ausgewiesen, um zur Sicherung des ökologischen Netzes Natura 2000 der Europäischen Union im Sinne der Fauna-Flora-Habitat-Richtlinie beizutragen.